# 日本国政府专用机

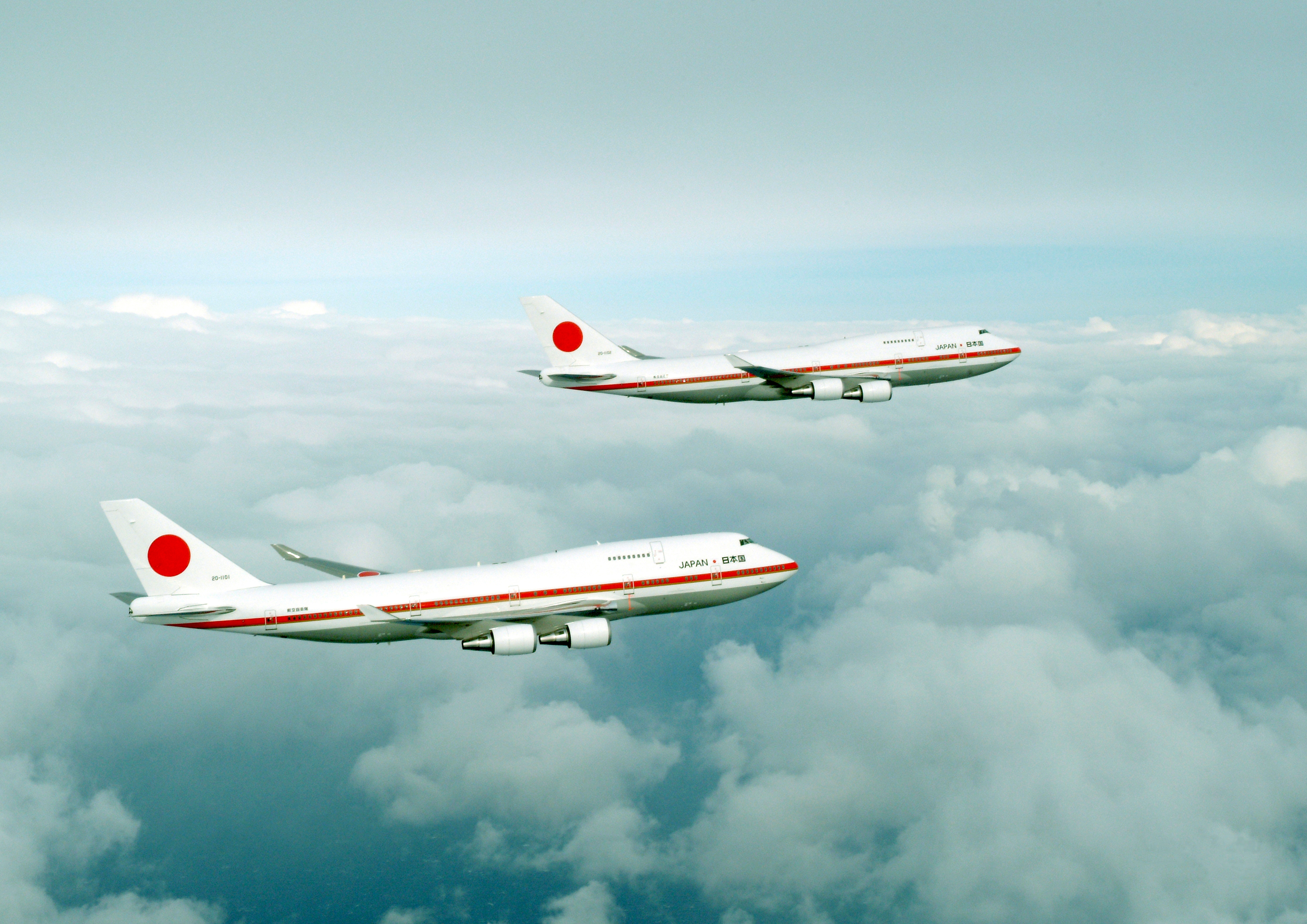
第一代日本国政府专用机
波音747-400

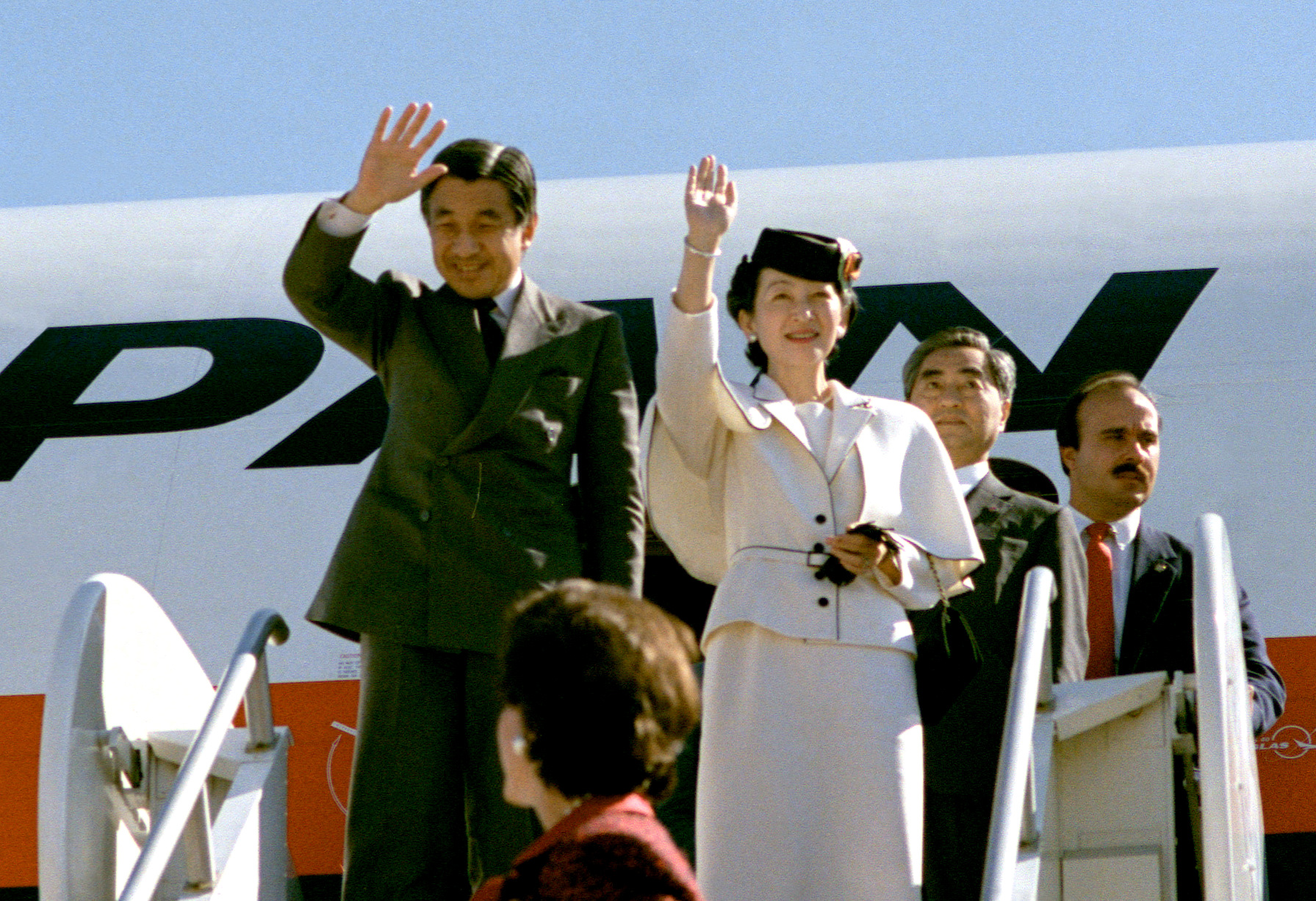
日本在引入两架747专机前使用日航客机担当天皇、內閣總理大臣等重要人員的专机任务。1987年皇太子明仁访美时即乘坐日航的DC-10专机。

日本国政府专用机（日语：／ Nihon koku seifu senyōki，无线电呼号为），是由日本国政府持有、并由航空自卫队管理，负责搭载天皇、皇太子、內閣總理大臣和其他高级官员进行海外飞行的两架行政專機统称。每架飞机可容纳140名乘客，并可用于日本侨民和部署在海外的自卫队人员进行紧急撤离。在1991年購入專用機之前，日本政府通常租用日本航空的飛機。
除了日本空军一号/二号的呼号外，这两架飞机在执行非正式任务（例如训练飞行、空機飛渡等）时还有「天鹅一号（Cygnus One）」和「天鹅二号（Cygnus Two）」的呼号。两架飞机总是会共同执行政府任务，其一作为主要运输，其二则与机上的维修人员作为后备。这两架飞机平時停放在新千歲國際機場的專用機棚內，機組員為航空自衛隊航空支援集團駐紮於千歲基地的特別航空輸送隊第701飛行隊成員。

## 概述
1992年（1992年），兩架波音747-400引進並開始運營。之後，從2019年4月1日（平成31年）起，改為兩架波音777-300ER並投入運營。由於它是自衛隊飛機，因此飛機符號僅由數字組成。

## 通常任務編組
正常情況下，任務機和僚機（或稱副機）一起飛行，如果任務機出現故障，僚機會立即執行任務。
若天皇夫婦和政府官員有重複的使用計劃，天皇夫婦往往會優先使用。 例如：
1. 2012年5月，明仁天皇和美智子皇后訪問英國，野田佳彥首相出席戴維營峰會，天皇和皇后使用政府飛機，野田首相使用全日本空運（ANA）專機。
2. 2022年9月17日－20日，德仁天皇與雅子皇后出訪英國參加英女王伊莉莎白二世的國葬，岸田文雄首相於9月19日出訪美國、出席第77屆聯合國大會，由天皇與皇后使用政府專用機，岸田首相搭乘ANA專機[5]。

## 獨立運營編組（特殊情形）
在某些情況下（例如親王出訪），兩架飛機是獨立運營的，沒有備用飛機。
1. 2013年4月28日，德仁親王和雅子太子妃在荷蘭參加威廉—亞歷山大國王即位典禮、時任首相安倍晉三訪問俄羅斯聯邦—沙烏地阿拉伯—阿拉伯聯合酋長國—土耳其。
2. 2013年6月10日－6月16日，德仁親王（今德仁天皇）訪問西班牙，出席“日西交流400週年”活動，時任日本首相安倍晉三於2013年6月15日－20日出訪波蘭（與東歐四國舉行峰會）。

## 專用機操作
兩架波音747-400是運用首相署的預算購買的，操作外包給了日本航空自衛隊，後來作為航空自衛隊的飛機移交給防衛廳。
機組人員包括飛行員和航空維修人員、領航員、機載無線電人員、特種空運人員（空乘人員）、後備運行管理人員。行動均為“航空自衛隊特種空運大隊第701中隊”的航空自衛隊軍官，俗稱特種「空運大隊」。過去，特殊航空運輸人員（空服員）由日本航空公司（JAL）培訓，現在則轉與全日空（ANA）合作。
一架飛機上備有7名維修人員、配備零件和消耗品，即使在停靠在外站（他國機場）也能對飛機進行維修，假設所有情況，基本上不需要追逐飛機。

## 是否購買第三架專用機的討論
雖然是雙機系統，但原本VIP運輸機至少有「常規（VIP登機／主機）」、「次機（隨行／次機）」、「備用（主次／次機出發後的基地緊急替代飛機）」。據說最好使用由三架或更多架「備用／緊急替代飛機」飛機組成的系統。如果一架飛機出現故障，只能使用一架飛機，沒有備用飛機。如果主副飛機在國外機場都出現故障，就沒有替代飛機可使用，將可能造成危害，因此被認為是一大問題。 1999年2月約旦國王侯賽因一世去世，由于身為國家元首的侯賽因一世也兼任内閣首相（即政府首腦），所以皇太子伉俪和首相小淵惠三將一起參加國葬。主力飛機。為此，兩架飛機都能夠在沒有備用飛機的情況下完成0晚3天的往返飛行。
然而，在最初購買兩架飛機幾年後，防衛廳出於上述原因將第三架飛機的預算列入草案，並被財務省評估否決。首先，公務機的引進有強大的國家政策因素，以減少美國對日本的巨額貿易逆差，這是當時日美之間最大的擔憂，所以泡沫經濟破滅後，日本在經濟不景氣持續已久的情況下，花費數百億日元購買第三架飛機變得不可能。
伊拉克戰爭後，隨著自衛隊利用政府飛機向海外派遣的機會增加，政府再次考慮購買第三架飛機，防衛廳稱：「第三架飛機還可以作為空中加油機使用」。已經開始考慮波音767。但與此同時，政府決定引入的導彈防禦相關預算變得龐大，因此最終也放棄了引入。即使在後面描述的設備更新為波音777後，航空自衛隊也依然只擁有兩架專用機。

## 政府專用機與美國總統空軍一號的比較
對比日本空軍一號和美國總統空軍一號，在用法上有很大區別。美國總統專機不是“政府”專機，而是事實上的“總統個人專機”，允許總統個人在公開場合和私下自由使用，“在體面的範圍內”。不僅用於競選活動，還用於度假期間前往度假村，還可以搭載國賓。
另一方面，日本的公務機和首相的車輛、禮車一樣是國有資產，其使用僅限於公務使用（不是法院或首相的財產）。而且一般只在出國行程時使用，國內行程很少使用。

## 國內線使用
1. 森喜朗首相在2000年九州─沖繩首腦會議上進入沖繩縣
2. 小泉純一郎首相在2004年日韓首腦會議上訪問鹿兒島縣
3. 福田康夫首相在2008年北海道洞爺湖峰會上進入北海道
4. 麻生太郎首相於2009年5月在太平洋島國首腦會議上進入北海道

迄今為止只有少數國內線飛行的前例，而且大多與遠離東京的外國領導人會談有關。

## 軼事
因此，每年的航班數量和飛行時間都遠小於美國總統空軍一號，剛推出時，經常被批評為“虎子”和“寶物爛”。

## 第一代

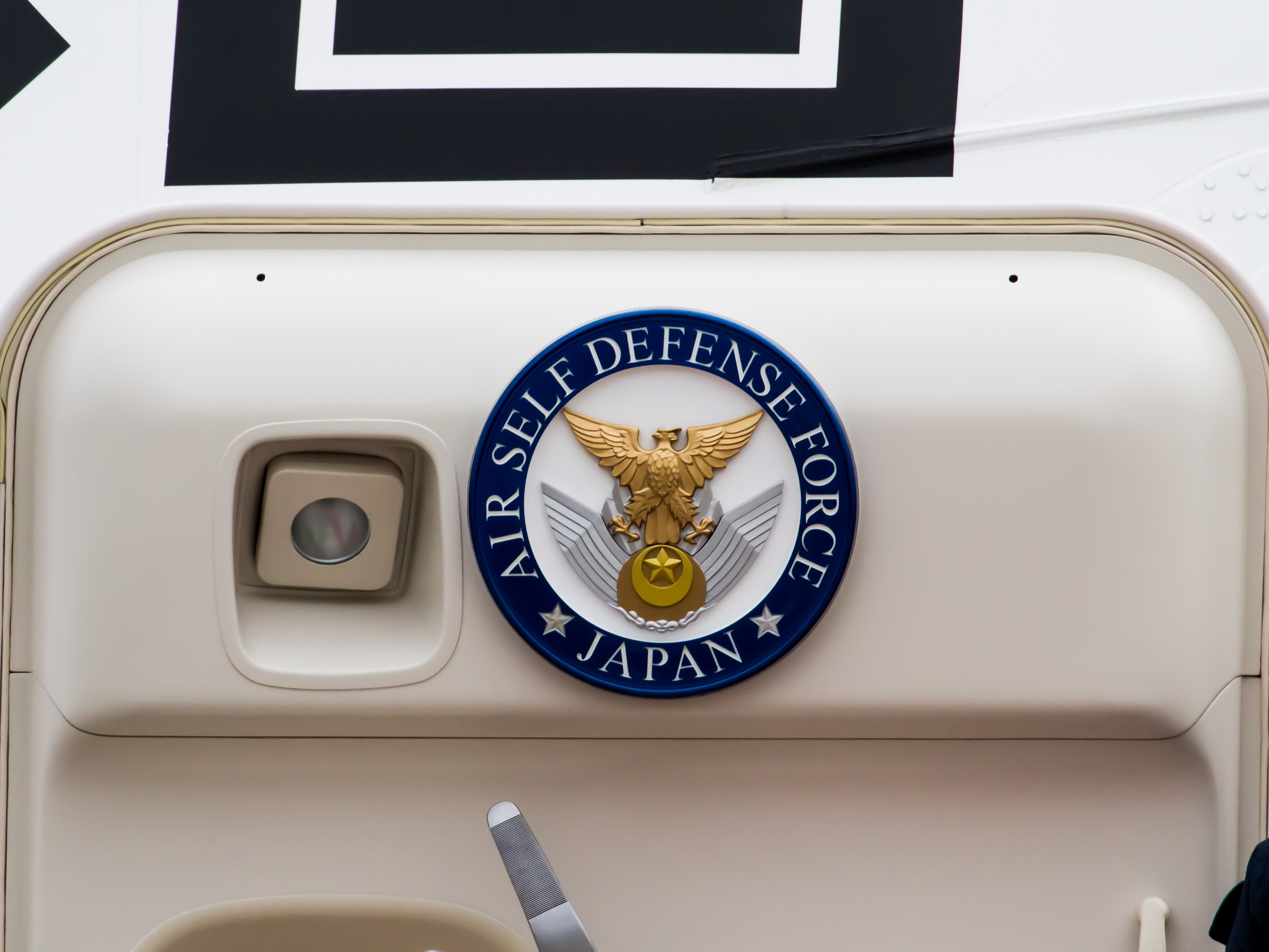
裝設在「20-1101號機」L-1艙門上的日本航空自衛隊徽章。

第一代日本國政府專用機是波音747-400，使用通用电气CF6-80C2涡轮扇发动机，这与美国空军担当同类任务的波音VC-25相同。两架专机分别于1991年9月和11月交付，最初的航空器註冊編號分别是JA8091和JA8092；1992年4月改号为20-1101和20-1102，同月前往美國华盛顿哥伦比亚特区进行交付后的测试飞行。1993年2月，副總理兼外务大臣渡边美智雄访美时首次使用了新专机，这是日本政府现行专机首次用于要人运输；同年4月，首相宫泽喜一访美时同样乘坐该专机，成为首位乘坐新专机的首相。新专机直到1993年9月才首次被皇室使用，当时正值天皇明仁夫妇出访意大利、比利时、德国。
越戰及兩伊戰爭期間，日本政府徵用日本航空的飛機執行撤僑任務時，曾遭日本航空工會以機組員安全的問題反對。因此日本政府購入此兩專機，除了政府及皇室使用外，也可擔任撤僑專機。2013年1月，阿爾及利亞發生因阿邁納斯人質事件，日本政府根據《自衛隊法》第84條規定，首次使用此專機前往阿爾及利亞載回僑民。
原本這兩架專機的維修保養是由日本航空負責，但日本航空的同型機於2011年完全退役，因此2010年起改由擁有同型機的日本貨物航空負責。但因日本貨物航空計劃於2019年將旗下的波音747-400全數退役，日本政府決定採購新機。

## 第二代

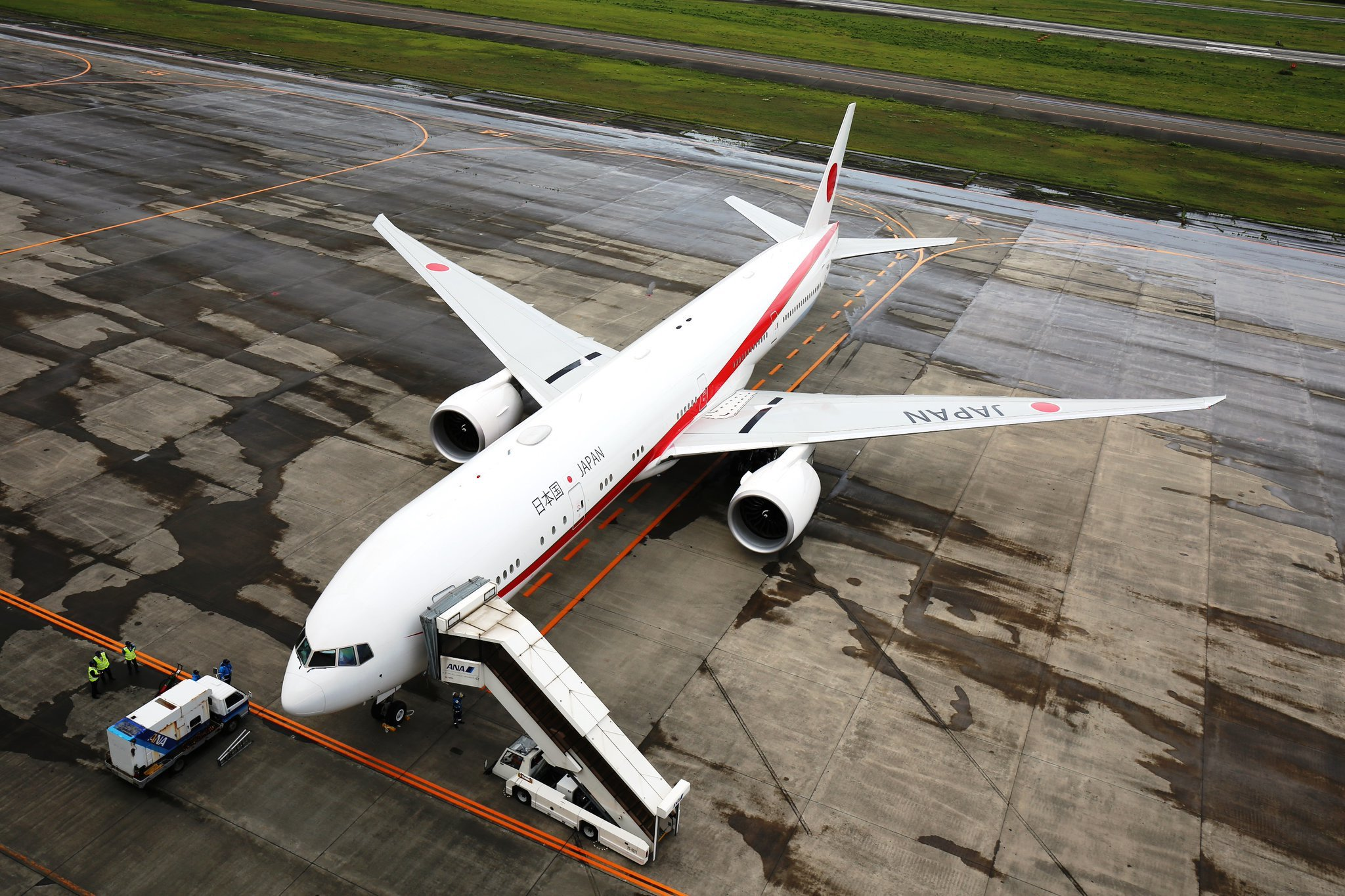
日本新的空军一号（注册号80-1111）抵达新千岁机场后。

第二代日本國政府專用機候選機種包括波音787、波音777-300ER以及空中巴士A350。考量到日本國內的維修能量、機體大小及鞏固美日同盟關係，防衛省在2014年選擇波音777-300ER做為新機，因為大小較接近上一代的747專機。新機於2019年會計年度啟用，保养维护则外包至全日本空輸。
這兩架777-300ER原本的航空器註冊編號為N509BJ及N511BJ，交機時改為80-1111與80-1112，製造編號為62439及62440。
另外，為降落一些小型機場，日本政府也曾討論另購如波音737或三菱重工生產的MRJ等小型機的可行性。
2018年8月17日，兩架新購置的波音777-300ER降落北海道新千歲國際機場。
2019年3月24日，航空自衛隊舉行儀式，舊機正式除役，將轉售予民間，目前在美國馬拉納封存。
2019年4月1日，新的波音777政府專用機開始服役，同月22日首次執行任務搭載首相安倍晉三出訪歐洲與北美。

### 烤箱失火事件
2019年11月3日，時任首相安倍晉三率團搭乘專機前往泰國曼谷參加第35屆曼谷東協峰會，在起飛後機上廚房一具烤箱冒出小火，立即被撲滅未影響飛行，安倍一行人結束行程之後改搭備用機於同月5日返回日本，防衛大臣河野太郎為此事件公開道歉。

### 土耳其賑災
2023年2月13日，政府專用機（編號：80-1112）搭載賑災人員、物資直飛土耳其協助救災。